# 兰迪岛

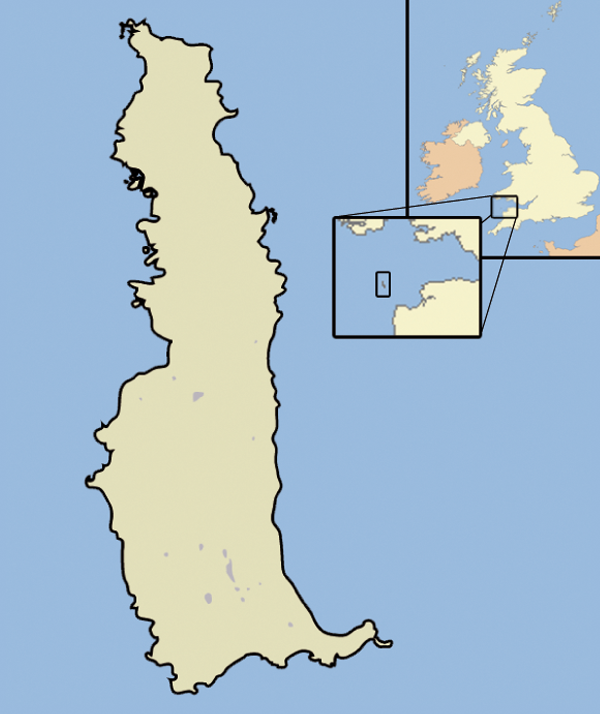
位置圖

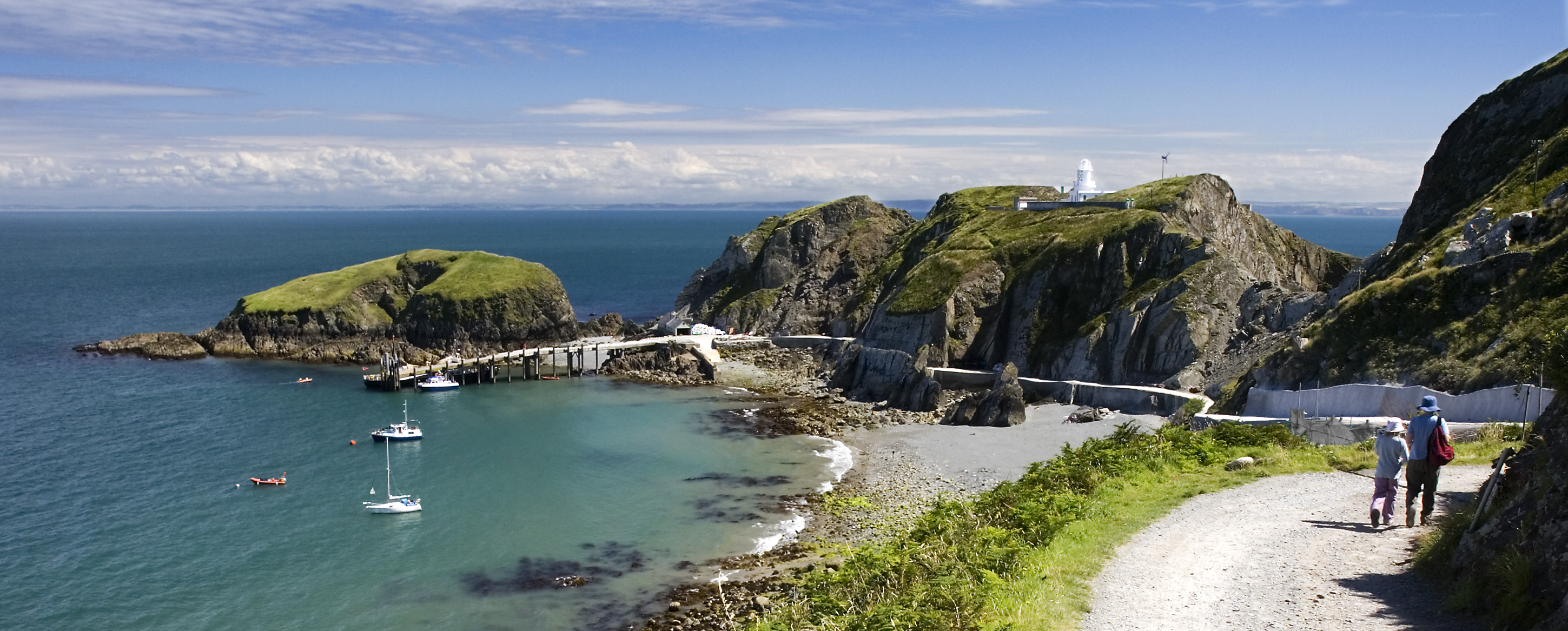
兰迪岛港口

兰迪岛（Lundy）是英国布里斯托尔湾中最大的岛屿，离德文郡海岸约19公里。長約5公里，寬約1公里。兰迪岛上有独特的植物群和动物群，是英国第一个法定海洋自然保护区。

## 簡介
在1920年代，商人馬丁·科爾斯·哈曼（Martin Coles Harman）買下這座島嶼，並自稱國王，自行發行錢幣，1969年，富翁積克·希獲特（Jack Hayward）買下該島捐贈給英國國民信託，現在由地標信託（Landmark Trust）管理。
兰迪岛由托里奇區管轄，2007年人口為28人，大部分居住於島嶼南部的村莊，大部分來到島上的遊客會選擇當天往返。島上一些房子和一片露營地提供住宿。四月至八月有地標信託的船隻往返該島，每周三天，航程大約2小時，其他時候需要搭乘直升機前往，一周兩天，島上還有提供短場起降的草皮跑道。
島上共有三座燈塔，現今有兩座持續自動化運作，建造於1897年，位處南北兩端，另一座已經停用成為景點之一。